# Friedrich von der Heydte
Friedrich August Freiherr von der Heydte, född 30 mars 1907 i München, Tyskland, död 7 juni 1994 i Landshut, Tyskland var en tysk officer inom Luftwaffe som tjänstgjorde i Fallschirmjäger-förbanden. Son till Rudolf Franz von der Heydte.